# Лорен Вайсбергер
Лорен Вайсбергер (англ. Lauren Weisberger; 28 березня 1977) — американська письменниця, авторка романів про світську культуру та моду.

## Про автора
Лорен Вайсбергер народилася в місті Скрентон, штат Пенсильванія, в сім'ї шкільної вчительки та біржового брокера. Її сім'я є єврейською, і Лорен виховали в дусі консервативного іудаїзму. Коли Лорен було одинадцять, її батьки розлучилися, і мати, забравши її і сестру, переїхала в інше місто штату Пенсильванія.
У 1995 році Лорен закінчила школу South Whitehall Township's Parkland, неподалік від містечка Allentown. У школі вона займалася спортом, брала участь в різних заходах і проектах. Після школи Лорен поступила в Cornell University in Ithaca в Нью-Йорку.
Після коледжу вона подорожувала через Європу, Ізраїль, Єгипет, Йорданію, Таїланд, Індію, Непал, а також Гонконг.
Повернувшись додому, вона переїхала на Манхеттен, і була найнята як асистент головного редактора Ганни Вінтур в Vogue.
Лорен пропрацювала в журналі рівно 9 місяців, після чого звільнилася і зайнялася журналістською кар'єрою: вона писала рецензії для Departures Magazine an American Express. Вона також опублікувала статтю в журналі Playboy в 2004 році. Після того вона зайнялася написанням заміток про свою роботу в Вог, і за кілька тижнів роман був готовий.
Вейсбергер нині проживає в Нью-Йорку.

## Про книгу «Диявол носить Прада»
У квітні 2003 була видана її книга Диявол носить Prada. Книга сподобалася публіці і протягом року входила в список бестселерів The New York Times, її також було перекладено на десятки мов.
Диявол носить Прада — історія про просту дівчину, провінціалку з великими амбіціями і захмарними мріями. Андреа Сакс відразу після закінчення університету наймається помічницею головного редактора модного журналу Подіум. Їй доводиться виконувати ексцентричні, глузливі і примхливі завдання і вимоги свого боса. Вона терпить все, тому що знає, якщо вона витримає цілий рік під її керівництвом, то перед нею відкриються всі двері …
У 2005 році був вийшов у світ другий роман письменниці — «У кожного своя ціна». У 2006 році в США вийшов фільм «Диявол носить Прада», де головні ролі виконали Енн Хетевей і Меріл Стріп. Остання була номінована за цю роботу на премію Оскар.

## Інші твори авторки
- Діаманти для нареченої
- у кожного своя ціна
- Минулої ночі в «Шато Мармон»